# Feodor Fedorenko
Feodor Fedorenko také Fyodor Federenko (ukrajinsky Fedir Fedorenko; 17. září 1907 Džankoj - červenec 1987 Krym) byl ukrajinským válečným zločincem. Během druhé světové války byl dozorcem ve vyhlazovacím táboře Treblinka.
V roce 1949 jako bývalý sovětský občan byl na základě víza DPA přijatý do Spojených států amerických. V roce 1970 se stal naturalizovaným americkým občanem. Jeho zločinecká minulost byla odhalena v roce 1977 a v roce 1981 byl denaturalizován. Následně byl vydán do Sovětského svazu, kde byl odsouzen k trestu smrti a popraven zastřelením za zradu a za účast na holokaustu.

## Válečný rekord
Narodil v Džankoji na Krymu. V červnu 1941 v době operace Barbarossa byl povolán do Rudé armády, byl řidičem nákladní vozu bez předchozího vojenského výcviku. Během dvou či tří týdnů byla jeho skupina dvakrát obklíčena německou armádou. Poprvé unikl, ale po druhé ho nacisté zajali a tři dny na to transportovali do Žytomyru, poté do Rivne a nakonec do polského Chełmu. Zde ho němečtí důstojnici, kteří se vrátili z operace Reinhard najali spolu s 200 až 300 Ukrajinci na vojenský výcvik k pomocné policii nacistického Německa. Následně byl poslán do výcvikového oddělení SS koncentračního tábora Trawniki. V Trawniki byl vyškolen jako střelec Hiwi a odeslán do vyhlazovacího tábora Treblinka, kde se stal NCO (Non Commissioned Officer), který dosáhl hodnosti Oberwacher. Byl jedním z přibližně 5 000 mužů v Trawniki, které SS-Hauptsturmführer Karl Streibel z operace Reinhard zaučoval do role popravčího holocaustu. Střelci Hiwi, známý v němčině jako Trawnikimänner, byli rozmístěni do všech hlavních míst konečného řešení, rozšířených SS a Schupem, jakož i formacemi Ordnungspolizei. Německá policie pořádala zaokrouhlování uvnitř židovských ghett v Německem okupovaném Polsku a střílela všechny, kteří se pokusili uprchnout, zatímco Trawnikové prováděli rozsáhlé civilní masakry na stejných místech. Byl to pro ně hlavní výcvik. V březnu 1942 byl nasazen do ghetta v Lublinu. Během měsíce, do poloviny dubna 1942 bylo z ghetta v Lublinu převezeno přes 30 000 Židů do vyhlazovacího tábora v Bełżecu a dodatečně 4000 Židů do Majdanku. Z Lublinu byl poslán do varšavského ghetta se svým praporem Sonderdienst (80 až 100 popravčími). Do Treblinky se vrátil někdy v září 1942, kde do srpna 1943 vedl 200členné ukrajinské oddělení, které plynovalo přicházející vězně.
Zpráva o sovětském výslechu obžalovaného Aleksandra Ivanoviče Yegera (narozený v roce 1918, Německo) obsahuje sekci věnovanou činnostem Fedorenka v exekučním táboře Treblinka v okupovaném Polsku (výňatek).

## Útěk do Spojených států amerických
Po skončení války opustil svou manželku a dvě děti, které zůstaly v Sovětském svazu, a čtyři roky žil jako válečný uprchlík v Západním Německu, kde v letech 1945–1949 pracoval pro Brity. V roce 1949 z Hamburku emigroval do Spojených států amerických, kde mu byl přiznán status trvalého pobytu podle zákona o vysídlených osobách. Zpočátku bydlel ve Filadelfii, ale později se usadil ve Waterbury v Connecticutu, kde našel zaměstnání jako dělník v kovodělnictví. Zde žil další dvě desítky let. Mezitím byl v Evropě označen jako možný válečný zločinec. Pozůstalí z Treblinky ho ze sbírky fotografií a dokumentů, které byly zabrány SS označili za strážce v táboře. V polovině 60. let bylo jeho jméno uvedeno na seznamu padesáti devíti válečných zločinců žijících ve Spojených státech amerických. Seznam byl sestaven v Evropě a Izraeli a předán Imigračnímu a naturalizačnímu úřadu Spojených států amerických.
Americké občanství mu bylo uděleno v roce 1970. V polovině 70. let 20. století zahájili zástupci kongresu Joshua Eilberg a Elizabeta Holtzmannová řadu slyšení, která vedla Úřad pro vládní odpovědnost USA (GAO) k vyšetřování zpracování možných dat nacistických válečných zločinců. V důsledku toho byla v Imigračním a naturalizačním úřadu Spojených států amerických zřízena zvláštní jednotka pro soudní spory při vyšetřování nacistických válečných zločinců. Informace poskytnuté v 60. letech byly poskytnuty státnímu zástupci ministerstva spravedlnosti.

## Denaturalizační soud a vydání
V roce 1978 byl zatčen a přiveden k denaturalizačnímu soudu ve Fort Lauderdale na Floridě. Na denaturalizačním slyšení v červnu 1978 byl po dobu tří dnů vyslýchán. Popřel, že vstupoval do části tábora, kde se nacházely plynové komory, ale připustil, že byl jednou vyslán na strážní věž s výhledem na tuto část tábora. Později ve svém svědectví dosvědčil, že někteří Židé z vlaků byli vybráni na práce a jiní šli do plynových komor. Soudce Norman C. Roettger uvedl, že sám byl obětí nacistické agrese a rozhodl, že státní zástupci neprokázali Feodorovu zločineckou činnost během pobytu v Treblince a tudíž mu bylo ponecháno občanství Spojených států amerických. Dne 21. ledna 1981, ale Nejvyšší soud Spojených států amerických tento rozsudek zrušil a Feodor se v prosinci 1984 stal prvním nacistickým válečným zločincem, který byl deportován do Sovětského svazu. Krymský soud v červnu 1986 ho uznal vinným z velezrady a účasti na hromadných popravách. Byl odsouzen k smrti zastřelením. Popraven byl v červenci 1987.